# Adam Savage
Adam Whitney Savage (sinh ngày 15 tháng 7 năm 1967) là một chuyên gia thiết kế tạo mẫu công nghiệp và hiệu ứng đặc biệt người Mỹ cũng như còn là, diễn viên, nhà giáo dục, và đồng dẫn dắt hai chương trình truyền hình nổi tiếng của Discovery Channel là MythBusters và "Unchained Reaction". Các thiết kế của ông đã xuất hiện trong các bộ phim lớn như Star Wars: Episode II - Attack of the Clones và The Matrix Reloaded. Ông là một thành viên nổi bật của cộng đồng khoa học theo chủ nghĩa hoài nghi. Ông sống ở San Francisco với cặp con trai song sinh của mình và vợ, Julia.

## Sự nghiệp

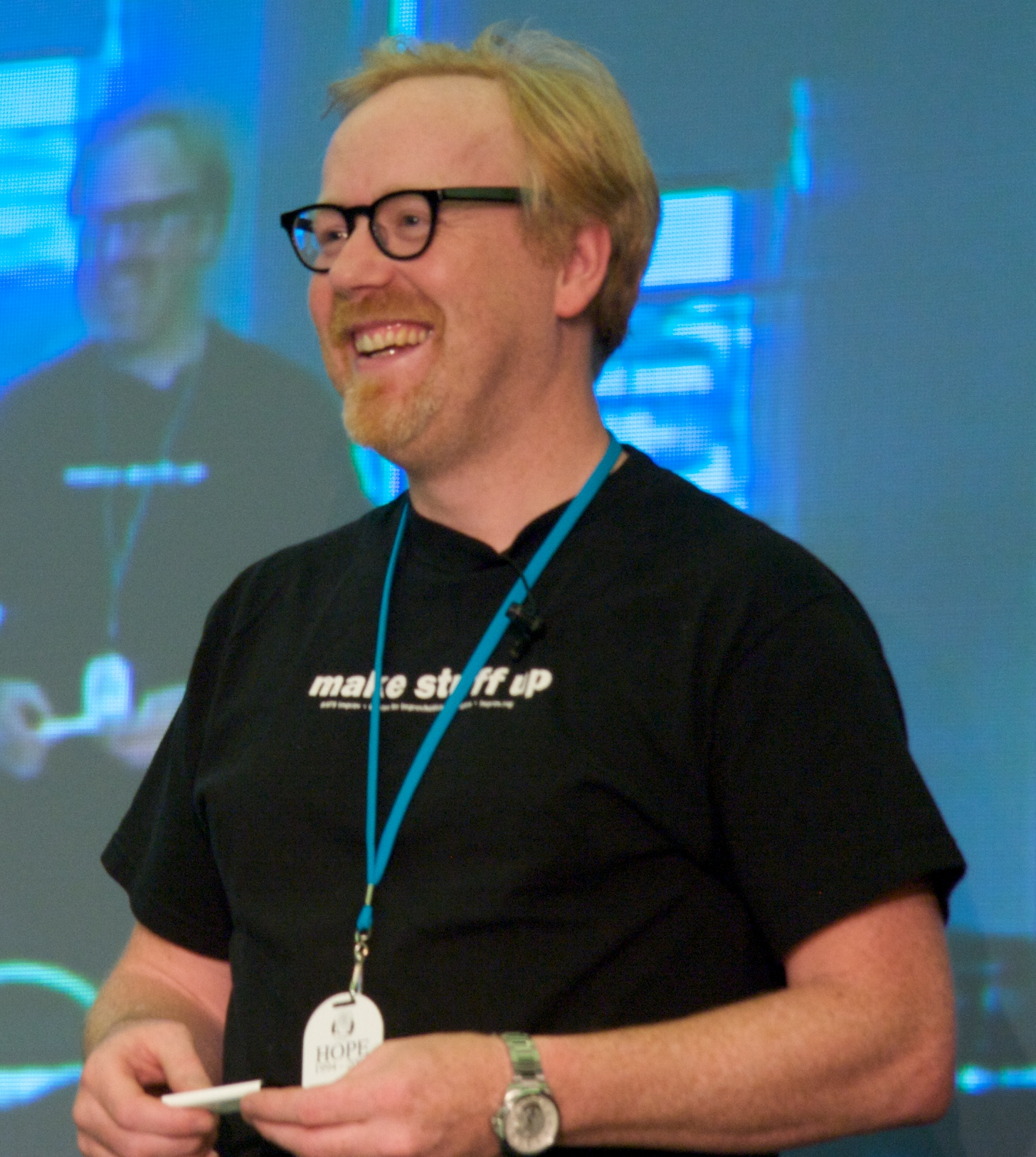
Savage 7/ 2008

Savage đã làm việc trong các lãnh vực hoạt hình, thiết kế đồ họa, thợ mộc, nhà thuyết trình, phát triển điện ảnh, dẫn chương trình truyền hình, thiết kế sân khấu, thiết kế đồ chơi, và chủ phòng trưng bày. Ông thiết kế mẫu cho các phim Galaxy Quest, Bicentennial Man, Star Wars: Episode II - Attack of the Clones, The Matrix Reloaded, và Space Cowboys,....
Savage đóng vai một kỹ sư tháo vát trong bộ phim năm 2001: Ever Since the World Ended và vai một chủ sở hữu cửa hàng thặng dư quân đội, người bán cho một người đàn ông một động cơ tên lửa cho chiếc xe tải nhỏ của mình trong phim năm 2006 The Darwin Awards, Jamie Hyneman cũng xuất hiện trong phim. Ông tham gia vai quần chúng với Jamie Hyneman trong CSI: Crime Scene Investigation ngày 1/5/2008, tập "The Theory of Everything." Trong phim tài liệu về hậu trường The Matrix Revolutions, ông được phỏng vấn với tư cách là chuyên gia hiệu ứng đặc biệt và thảo luận về một số hiệu ứng trong phim cũng như các khó khăn khi thực hiện.
Ông từng dạy thiết kế mô hình nâng cao tại The Department of Industrial Design thuộc Academy of Art University tại San Francisco.
Savage là người thuyết trình thường xuyên tại các hội nghị thường niên của những người hoài nghi của nhà ảo thuật James Randi, The Amaz!ng Meeting, từ khi xuất hiện lần đầu tháng Giêng 2006. Ông cũng xuất hiện ở Anh, nói chuyện trong The First Amazing Meeting London từ ngày 03-ngày 04 tháng 10 năm 2009, tổ chức tại Trung tâm Hội nghị Mermaid, Blackfriars.
Savage là khách mời đặc biệt tại ba chương trình w00tstock v1.x trong năm 2009, và xuất hiện trong bốn chương trình w00tstock v2.x trong năm 2010. Ông cũng là khách mời trên chương trình Diggnation lần thứ 220
Savage cũng đã là một diễn giả khách mời thường xuyên tại hội chợ Maker Faire hàng năm từ năm 2008, nói về các chủ đề khác nhau như nỗi ám ảnh của mình với con chim dodo và cách giải quyết vấn đề, và cũng trả lời câu hỏi từ các khán giả về Mythbusters và những thứ khác.
Savage tham gia dẫn một tập trong loạt phim khám phá của Discovery Channel là Curiosity. Trong tập phim của mình ông thuyết trình một câu chuyện giả tưởng dựa trên các thành tựu có thật đang được nghiên cứu nhằm giúp con người bất tử. Các nghiên cứu xuất hiện trong phim gồm chi tái sinh, máy in sinh học, và thậm chí cả liệu pháp hồi sinh.
Savage và Hyneman là giám khảo cho trò chơi truyền hình Unchained Reaction giới thiệu tháng 3/2012.

## MythBusters
Savage tham gia MythBusters ngay từ khi bắt đầu. Nhiệm vụ của ông cũng như các thành viên Mythbuster khác là kiểm tra độ thực tế các giả thiết hay giai thoại từ rất nhiều lĩnh vực và kết luận xem chúng "Busted" (vô lý, bác bỏ), "Confrimed" (Xác nhận) hay "Plausible" (có thể khả thi).
Tính cách năng động và hào hứng của Savage được dùng nhằm tạo đối nghịch với người đồng dẫn chương trình dè dặt, điềm tĩnh Jamie Hyneman.
Savage và Hyneman là hai MC duy nhất trong mùa đầu của MythBusters, từ mùa hai, các trợ lý của Hyneman được giới thiệu vào tham gia như: Kari Byron, Tory Belleci và Scottie Chapman. Từ mùa ba, Grant Imahara thay Chapman.
| “ | My goal this year [2007] is to prove natural selection on the show. It's gonna take a while, it's gonna be very hard to make it fascinating on film in the context of our narrative structure, but I figure screw it. The sky's the limit. Let's do natural selection. I'm sick of fifty percent of this country thinking creationism is reasonable. It's appalling. And I have the unique ability, maybe, to sell this idea to Discovery, and they'll, they might allow me to do it, and I'm gonna try as hard as I can. | ” |

## Đời tư

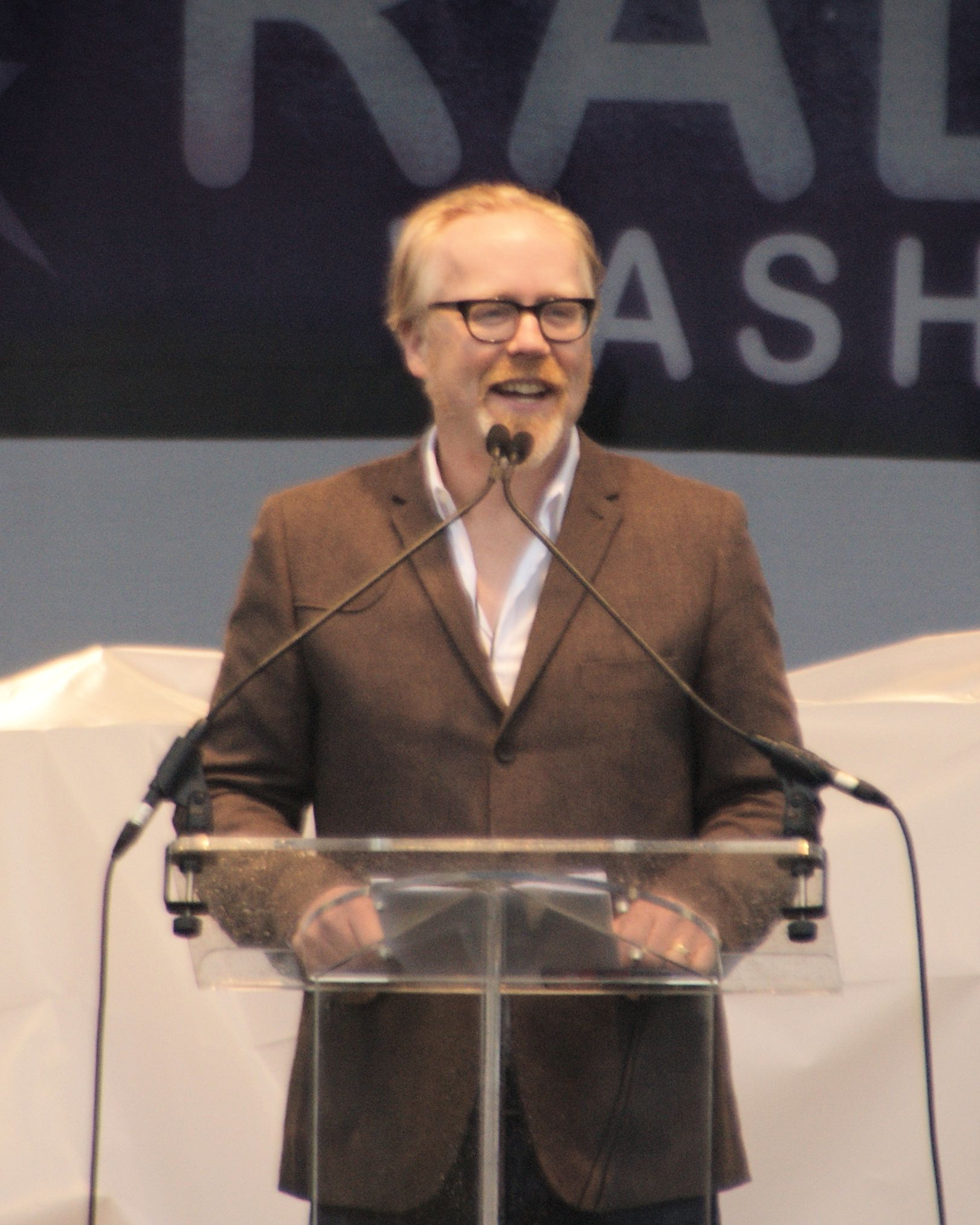
Tại Reason Rally Washington D.C. 23/3 2012

Savage cưới Julia năm 2002 và có hai con sinh đôi riêng từ mối quan hệ trước. Ông đeo một bộ máy trợ thính trên tai trái của mình do một tình trạng bẩm sinh. Hiện ông đang tập chơi tung hứng như đã thấy trên "Mythbusters". Ông cũng là một người vô thần. Suốt đời ông có một sở thích là thiết kế trang phục. Ông phấn đấu cho tính xác thực với trang phục của mình. Khi học trung học, ông và cha của ông đã thực hiện một bộ áo giáp bằng nhôm từ tấm ngăn nước mưa trên mái nhà cùng 700 đinh tán. Ông cho biết khi mặc nó tới trường, ông đã xỉu vì bên trong bộ giáp quá nóng. Khi tỉnh dậy trong phòng y tế, ông hỏi ngay " bộ giáp của tôi đâu?" (Where's my armor'?) 
. Năm 2011, ông làm bộ áo dựa trên nhân vật No-Face (Vô Diện) trong phim Spirited Away 
.Đầu 2012, ông được xác nhận sẽ nói diễn văn khai trường đầu tiên cho Sarah Lawrence College.